# Шкртице
Шкртице су српска музичка супергрупа из Београда. Стваралаштво групе најчешће се описује као експлозивна мешавина панка, хард рока, новог таласа, хардкора и експерименталне музике.

## Историја
Супергрупу Шкртице су 2014. године основали Зоран Костић Цане (вокал), Борис Младеновић (гитара), Владимир Коларић (гитара), Бошко Мијушковић (бас-гитара) и Данило Луковић (бубањ). Први јавни наступ група је одржала 18. октобра 2014. у Дому омладине Београда. Управо овим концертом ДОБ је прославио пола века постојања.
Шкртице су албум првенац, насловљен именом групе, објавиле 12. децембра 2016. за издавачку кућу Lampshade Media. Излазак албума испратио је и спот за песму Заборава нема. На снимању албума удараљке је свирао Феђа Френклин. Током лета 2017. Шкртице су дебитантско издање промовисале на Арсенал Фесту, Егзиту и Београдском фестивалу пива.

## Чланови

### Садашњи
- Зоран Костић Цане [а] — вокал
- Борис Младеновић [б] — гитара
- Владимир Коларић [в] — гитара
- Бошко Мијушковић [г] — бас-гитара
- Данило Луковић [д] — бубањ

## Дискографија

### Албуми
- Шкртице (2016)